# Giōrgos Anatolakīs
Giōrgos Anatolakīs (in greco Γιώργος Ανατολάκης; Salonicco, 16 marzo 1974) è un ex calciatore greco, di ruolo difensore.

## Palmarès

### Club

#### Competizioni nazionali
- Campionato greco: 10

Olympiakos: 1996-1997, 1997-1998, 1998-1999, 1999-2000, 2000-2001, 2001-2002, 2002-2003, 2004-2005, 2005-2006, 2006-2007
- Coppa di Grecia: 3

Olympiakos: 1998-1999, 2004-2005, 2005-2006